# Hermann Althaus
Adolf Eduard Hermann Althaus (* 10. Januar 1899 in Hoyel; † 19. August 1966 in Kassel) war ein deutscher Sozialbeamter in leitender Stellung und SS-Oberführer in der Zeit des Nationalsozialismus.

## Leben
Althaus, Sohn eines Pfarrers, meldete sich nach dem Besuch des Auguste-Viktoria-Gymnasiums in Linden 1917 als Kriegsfreiwilliger. Nach dem Ersten Weltkrieg begann er 1919 mit dem Studium der Land- und Forstwirtschaft an der Universität Leipzig. Nach Studienabschluss war er auf diesem Gebiet tätig. Ab 1925 war er Fürsorger, bevor er 1928 in Neustrelitz Landesjugendpfleger wurde und damit den Status eines Sozialbeamten erlangte. Ein Jahr später wechselte er als Dozent an die Wohlfahrtsschule des Polizeipräsidiums und wurde noch im gleichen Jahr Leiter der Sozialen Hilfe bei der Stadtmission in Berlin. 1933 wechselte er in das Landeswohlfahrts- und Jugendamt.
Zum 1. Mai 1932 trat Althaus in die NSDAP ein (Mitgliedsnummer 1.105.246). Im März 1933 wurde er Mitarbeiter der Nationalsozialistischen Volkswohlfahrt (NSV). Im Juli 1933 wurde er Leiter der Wohlfahrts- und Jugendpflegeabteilung im NS-Hauptamt für Volkswohlfahrt und im Februar 1935 zum Amtsleiter ernannt. Das NS-Hauptamt befand sich damals in Hirschgarten bei Berlin, Wormditterstraße 18. Er kandidierte auf dem Wahlvorschlag der NSDAP am Listenplatz Nr. 68 bei der Reichstagswahl am 29. März 1936, wurde jedoch nicht in den Reichstag gewählt.
Von 1935 bis 1944 war Althaus Mitherausgeber des Zentralblattes für Jugendrecht und Jugendwohlfahrt unter der Schriftleitung von Heinrich Webler.
Althaus saß von 1936 bis 1945 dem Deutschen Verein für öffentliche und private Fürsorge vor, sein Stellvertreter  war Ralf Zeitler. Althaus leitete auch die Reichszentrale für den Landaufenthalt von Stadtkindern und war Vorsitzender des Deutschen Instituts für Jugendhilfe und des Reichsverbandes für Strafgefangenen-Fürsorge. Zudem war er Reichsfachredner. Althaus war Stellvertreter des NSV-Leiters Erich Hilgenfeldt. 1939 war er zudem Mitglied im Reichsluftschutzbund, Reichsbund der Kinderreichen und Volksbund für das Deutschtum im Ausland.
Althaus trat 1939 der SS (Mitgliedsnummer 323.032) bei, in der er im April 1944 zum Oberführer befördert wurde. Er erhielt das Goldene Parteiabzeichen der NSDAP. Während des Zweiten Weltkriegs beteiligte er sich an der Durchführung des Hilfswerkes Mutter und Kind. Mit Werner Betcke gab er das Handwörterbuch zur nationalsozialistischen Wohlfahrtspflege heraus.
Nach Kriegsende war er bis Mai 1948 interniert. Bei seiner Entnazifizierung wurde er zunächst als Hauptschuldiger und dann von der Spruchkammer mit Bewährungsauflagen als Minderbelasteter eingestuft. Ab 1950 bis 1964 war er in Kassel in der Sozialverwaltung als Geschäftsführer des Vereins Hessisches Siechenhaus e. V tätig.

## Schriften
- mit Werner Betcke (Hrsg.): Handwörterbuch der Wohlfahrtspflege. 3. völlig neubearbeitete Auflage. Berlin: Carl Heymann 1937–1939 (in 8 Lieferungen).
- Nationalsozialistische Volkswohlfahrt. Junker & Dünnhaupt, Berlin 1936. (wurde nach Kriegsende in der Sowjetischen Besatzungszone auf die Liste der auszusondernden Literatur gesetzt).[5]